# Loxomitra mizugamaensis
Loxomitra mizugamaensis är en bägardjursart som beskrevs av Iseto 2002. Loxomitra mizugamaensis ingår i släktet Loxomitra och familjen Loxosomatidae. Inga underarter finns listade i Catalogue of Life.